# Nuraghe Santu Antine
Le nuraghe Santu Antine, également appelé Sa domo de su Re (en français, la maison du roi), est l'un des plus majestueux et importants nuraghes de Sardaigne, en Italie. A ce titre, il est inclus dans les 31 sites sardes qui sont candidats pour entrer dans la liste du patrimoine mondial de l'UNESCO,.

## Situation
Le nuraghe Santu Antine est situé dans la province de Sassari, dans la région historique de Meilogu, sur le territoire de la municipalité de Torralba, dans la plaine de Cabu Abbas, où il y a plus de 30 nuraghes, parmi lesquels le nuraghe Oes.

## Datation
La structure principale fut construite vers le XIXe ou XVIIIe siècle av. J.-C., et les autres parties du nuraghe remontent à la période XVIIe au XVe siècle av. J.-C., ce qui correspond à l'Âge du bronze.

## Description
L'ensemble du complexe représente un exemple majeur de la culture nuragique. Le nuraghe est une construction complexe constituant une véritable forteresse, dotée d'une large enceinte triangulaire renforcée par trois tours d'angle comportant des ouvertures de type meurtrières à chaque étage. Les couloirs de circulation internes à la muraille d'enceinte sont doublés et en cas de destruction du premier la circulation demeure possible entre les tours d'angle. Au centre de l'édifice, se dresse sur quatre étages, tel un donjon, une tour centrale dont la hauteur initiale devait dépasser 20 m, dont il ne demeure que trois étages conservés sur une hauteur de 18 m. Chaque étage est desservi par un escalier en colimaçon construit dans la masse interne du mur extérieur et comporte une pièce principale de forme circulaire couverte par une voûte en faux encorbellement. Les murs intérieurs des pièces renferment de grandes niches faisant probablement office de rangements. Le sommet de la tour devait être couronné d'un toit terrasse.
À l'extérieur, le complexe était approvisionné en eau par trois puits.
Le nuraghe est entouré des vestiges d'un village nuragique.